# Кваша Ілля Олегович
Ілля́ Оле́гович Кваша́ (нар. 5 березня 1988, Миколаїв, Україна) — український стрибун у воду, призер Олімпійських ігор. Багаторазовий чемпіон та призер Європи. Срібний призер чемпіонату світу з водних видів спорту (2013). Багаторазовий чемпіон України, володар Кубка України (2016). Заслужений майстер спорту України зі стрибків у воду. З січня 2022 року — головний тренер збірної команди України зі стрибків у воду.
Станом на 2016 рік виступає за Центральний спортивний клуб Збройних сил України. Сержант служби за контрактом.

## Біографія
Студент Миколаївського державного університету ім. В. Сухомлинського. Захоплення — автомобілі.
У 2013 році був тренером у шоу Вишка

## Спортивна кар'єра
Ілля Кваша виступав за спортивне товариство «Україна» (Миколаїв), тренується, за можливості, в Миколаєві, також у Харкові (у спортивному товаристві «Колос-Динамо»), Києві, Мінську тощо.
Срібний призер чемпіонату світу 2006 року в стрибках із метрового трампліна. Багаторазовий призер чемпіонатів Європи 2004—2009 рр. у стрибках із метрового та триметрового трамплінів.
Тренери — Тетяна Мар'янко та Сергій Гуменюк. Перший тренер — Сергій Гуменюк.
Олімпійську медаль він виборов на пекінській Олімпіаді в синхронних стрибках із триметрового трампліна в парі з Олексієм Пригоровим.
На першому етапі Світової серії стрибків у воду, який відбувся в Пекіні березнем 2014 року, разом з Олександром Горшковозовим фінішували третіми в синхронних стрибках з 3-метрового трампліна.
У червні 2015-го на чемпіонаті Європи зі стрибків у воду в Ростоку (Німеччина) здобув дві медалі: срібну (3-метровий трамплін, синхрон — з Олександром Горшковозовим) і бронзову (командні змагання — з Юлією Прокопчук).
На початку травня 2016-го здобув бронзову нагороду на чемпіонаті Європи.
14 червня 2017 року став чемпіоном Європи зі стрибків з метрового трампліна на змаганнях, що проводились в Києві. На цьому ж чемпіонаті здобув «срібло» на 3-метровому трампліні.

### Виступи на Олімпіадах
| Олімпіада   | Дисципліна                         | Результат | Місце |
| Пекін 2008  | Стрибки у воду. Трамплин           | 439,55    | 15    |
| Пекін 2008  | Стрибки у воду. Синхронні трамплин | 415,05    | 3     |
| Лондон 2012 | Стрибки у воду. Трамплин           | 462,25    | 8     |
| Лондон 2012 | Стрибки у воду. Синхронні трамплин | 434,22    | 4     |
| Ріо 2016    | Стрибки у воду. Трамплин           | 475,1     | 6     |

## Державні нагороди
- Орден «За мужність» III ст. (4 вересня 2008) — за досягнення високих спортивних результатів на XXIX літніх Олімпійських іграх в Пекіні (Китайська Народна Республіка), виявлені мужність, самовідданість та волю до перемоги, піднесення міжнародного авторитету України[8]